# Pointe Sable
Ne doit pas être confondu avec Pointe Sable de Bar.
La pointe Sable est un cap de Guadeloupe situé à Anse-Bertrand. 

## Géographie
Il se situe au sud de la pointe de la Petite Vigie, au nord de Anse-Bertrand et forme avec la pointe de l'Anse-Bertrand, l'anse de la Petite-Chapelle.